# DB-Baureihe 474
Die Triebzüge der Baureihe 474/874 sind die vierte Generation normalspuriger Elektrotriebwagen für das 1200-Volt-Gleichstrom-Netz der Hamburger S-Bahn. Die Serie wurde 1994 von der Deutschen Bahn bei dem Konsortium aus Linke-Hofmann-Busch (Mechanikteil) und der damaligen ABB Henschel AG (Elektro- und Leittechnik) in Salzgitter bestellt. Bis 2001 kamen in zwei Bauserien insgesamt 112 dreiteilig Triebzüge zum Bw Hamburg-Ohlsdorf. Im Gegensatz zur Vorgängerbaureihe 472 ist der Mittelwagen wie bei den ersten beiden Generationen wieder unmotorisiert ausgeführt.
Zum Betrieb der Strecke nach Stade waren Zweisystemfahrzeuge mit Dachstromabnehmern für 15kV-Bahnstrom erforderlich. Dazu wurden neun weitere Triebzüge beschafft und ergänzende Umbauten an 33 vorhandenen Zügen der zweiten Bauserie vorgenommen. Nach rund 20 Jahren Einsatzzeit erfolgte eine grundlegende Aufarbeitung aller vorhandenen Fahrzeuge zum Typ 474 Plus, wobei für ein erhöhtes Sicherheitsgefühl der Fahrgäste bis 2021 Wagenübergänge zwischen den einzelnen Wagen geschaffen wurden.

## Technik
Die Baureihe 474 stellt bei der Hamburger S-Bahn einen Generationswechsel bei den Fahrzeugen dar. Die Stromeinspeisung erfolgt wie bisher über eine seitlich bestrichene Stromschiene, die an der Seite des Gleises angebracht ist. Die Fahrzeuge werden über diese Stromschiene mit Gleichstrom der Spannungsebene 1.200 V versorgt. Als Antriebe kommen erstmals flüssigkeitsgekühlte Drehstrom-Asynchronmaschinen, die über ein zweistufiges Getriebe und einen Gelenkwellenantrieb mit den Achsen verbunden sind, zum Einsatz. Zum Betrieb der Drehstrom-Motoren am Gleichstromnetz werden flüssigkeitsgekühlte GTO-Wechselrichter verwendet. Die Fahrzeuge der Baureihe 474 sind für eine Höchstgeschwindigkeit von 100 km/h zugelassen. Im Gegensatz zur Vorgängerbaureihe 472 ist der Mittelwagen wieder unmotorisiert ausgeführt, wie dies vor der Baureihe 472 üblich war. Die Triebwagen sind durchgängig von Rechnern gesteuert, die die bisher in den älteren Hamburger Baureihen 470 und 472 vorherrschende konventionelle Steuerung ablösten. Die Steuerdaten werden nicht mehr über Einzelleitungen, sondern über serielle Bussysteme (Fahrzeugbus ist DVB, Zugbus ist WTB) übertragen. Daher ist es nicht möglich, die Fahrzeuge der älteren Baureihen mit denen der Baureihe 474 in gemischten Einheiten zu fahren. Die Fahrzeuge sind – wie ihre Vorgängertypen – mit einer Scharfenbergkupplung ausgestattet, die so beschaffen ist, dass über eine Adapterkupplung eine mechanische Kupplungsmöglichkeit (beispielsweise für Abschleppvorgänge) mit den Vorgängerbaureihen besteht.
In den Jahren 1997 und 1998 gab es erhebliche Probleme bei den Fahrzeugen. Nach starken Vibrationen gab es Unzulänglichkeiten bei der Lüftung, dem Türöffnungsmechanimus und dem Triebwerk, die zu einem Abnahmestopp führten. Die Presse führte das auf die Bestellung ohne Prüfung von Prototypen zurück.

## Mehrsystemausführung 474.3
In den Jahren 2006 und 2007 wurde die Serie 474.3 in Betrieb genommen. Diese Zweisystemfahrzeuge setzen sich aus neun Neubaufahrzeugen und 33 Umbauten bereits vorhandener Fahrzeuge der zweiten Serie zusammen. Die Fahrzeuge sind zusätzlich für Oberleitungsbetrieb mit Bahnstrom 15 kV 16,7 Hz ausgerüstet. Die Mittelwagen verfügen über einen Stromabnehmer für die Oberleitung sowie über die gesamte Hochspannungsausrüstung. Ebenso verfügen sie über Vierquadrantensteller, die aus dem heruntertransformierten Wechselstrom des Fahrdrahtes den für den Fahrbetrieb benötigten Gleichstrom erzeugen. So ist auch eine Rückspeisung der Bremsenergie ins Bahnstromnetz möglich. Der 15-kV-Stromabnehmer wird bei der Baureihe 474.3 zur Unterscheidung von den Seitenstromabnehmern für den Gleichstrombetrieb ausschließlich als Pantograph bezeichnet.
Planmäßig wurden die Triebzüge der Baureihe 474.3 ab Dezember 2007 als S3 von Pinneberg über den City-Tunnel und die Niederelbebahn bis zum S-Bahn Endbahnhof Stade eingesetzt, mittlerweile werden durch die Liniennetz Umstellung die Fahrten als S5 von Elbgaustraße über die Verbindungsbahn bis Stade vermarktet. Hier haben sie die zuvor mit Lokomotiven betriebenen Regionalbahn-Züge abgelöst. Ab dem ehemaligen S-Bahn-Endpunkt Hamburg-Neugraben erfolgt die Stromzufuhr über die Oberleitung.

## 474 Plus
Unter dieser Bezeichnung setzt die S-Bahn Hamburg GmbH die Modernisierung aller Fahrzeuge der Baureihe 474 um. Dabei werden die Fahrzeuge grundlegend aufgearbeitet. So werden Durchgänge zwischen den einzelnen Wagen geschaffen und neue Fahrgastinformationssysteme installiert. Im Mittelwagen wird ein Mehrzweckbereich eingerichtet und der Türbereich mit einer neuen Einklemmschutz-Schaltleiste und einem Lichtgitter versehen. Weiterhin erhalten die Fahrzeuge eine Neulackierung. Ursprünglich sollten die Züge auch mit Klimaanlagen ausgerüstet werden. Als erster Prototyp für die Umbauten wurde dazu im Juli 2011 im Betriebswerk Ohlsdorf der Zug 4012 der Presse vorgestellt. Mit dem Beginn der Modernisierung der restlichen Fahrzeuge wurde zunächst ab 2012 gerechnet. Aufgrund von technischen Schwierigkeiten (unter anderem ein zu hohes Gewicht der Klimaanlage) war der Umbau-Prototyp allerdings nicht zulassungsfähig. Einige Probekomponenten wurden daraufhin wieder ausgebaut.
Bereits im Herbst 2009 wurde damit begonnen, die Sitzpolster auszutauschen. Diese erhöhen den Sitzkomfort und sollen Vandalismus erschweren.
Der Umbau in Serie hätte gut eine Million Euro pro Zug gekostet. Die Finanzierung dieses Projektes war allerdings nicht geklärt. Hier wurden noch Gespräche mit den Ländern Hamburg, Niedersachsen und Schleswig-Holstein geführt. In Medienberichten von Mitte 2013 hieß es noch, der Beginn könne sich verzögern, bis die ersten Exemplare der DB-Baureihe 490 ausgeliefert werden. Tatsächlich begann die Serienauslieferung der modernisierten „474 Plus“ dann im Februar 2016, ca. alle sechs Wochen wurde im Ausbesserungswerk Neumünster ein Zug fertiggestellt.
Die Modernisierung soll insgesamt einer qualitativen Verbesserung und somit auch einem Anstieg der Fahrgastzahlen dienen.
Aus technischen Gründen und um ein erneutes Zulassungsverfahren zu vermeiden, wurde bei der weiteren Planung auf den Einbau einer Klimaanlage verzichtet.
Am Freitag, 9. Januar 2015 wurde der um die Klimaanlage rückgebaute Umbau-Prototyp 4012 als erster modernisierter Serienzug vorgestellt, der sofort in den Betrieb ging. Für 70 Millionen Euro wurden bis 2021 auch alle restlichen 111 Züge entsprechend umgebaut. Die Arbeiten wurden gemäß dem Verkehrsvertrag zwischen Hamburg und der DB Regio (Muttergesellschaft der S-Bahn Hamburg GmbH) durchgeführt, der ab 2018 gilt.
Im Mai 2019 war die Hälfte der geplanten Umbauten durchgeführt, die Modernisierung der kompletten Flotte war für Ende 2021 vorgesehen. Am 20. Dezember 2021 wurde der Abschluss der Modernisierung bekannt gegeben.

## ATO-Versuchsbetrieb
Die vier Triebwagen 4046, 4047, 4048 und 4051 (474.4) wurden im Jahr 2020 mit ETCS und ATO ausgerüstet, um zunächst Versuchsfahrten ohne Fahrgäste auf dem bis August 2020 mit ETCS ausgerüsteten Streckenabschnitt Berliner Tor – Aumühle unternehmen zu können. Während des ITS-Kongresses im Oktober 2021 soll auf dieser Strecke automatischer Zugbetrieb mit Fahrgästen demonstriert werden. Sie sind seitdem die offizielle Baureihe 474.4.
Alle vier Fahrzeuge sind inzwischen mit ETCS, ATO und dem System für die automatische Kehre (AVVO) in Betrieb gesetzt worden.

## Galerie

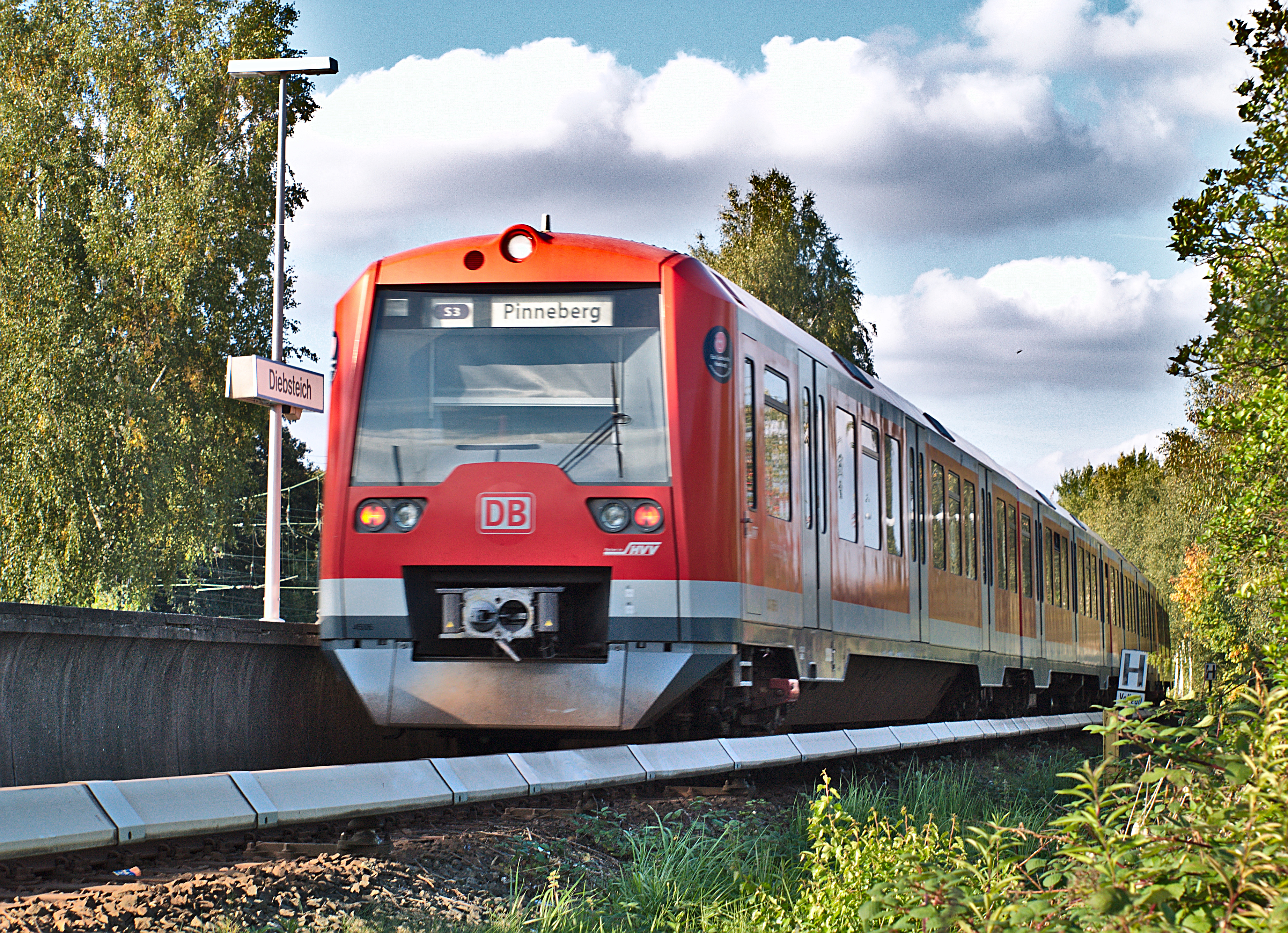
Ein 474 am Bahnhof Hamburg Diebsteich
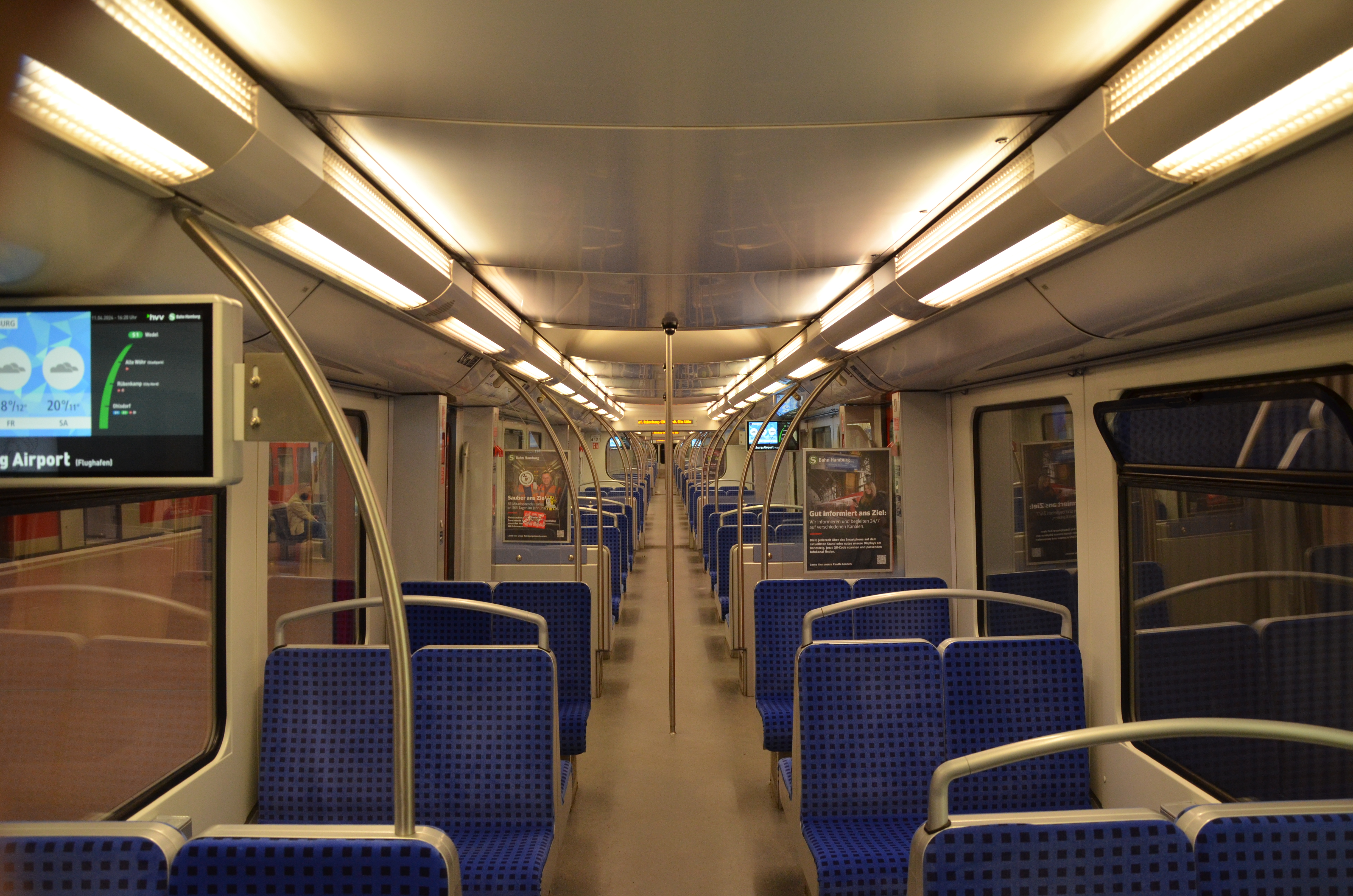
Fahrgastraum nach der Modernisierung (474 Plus)
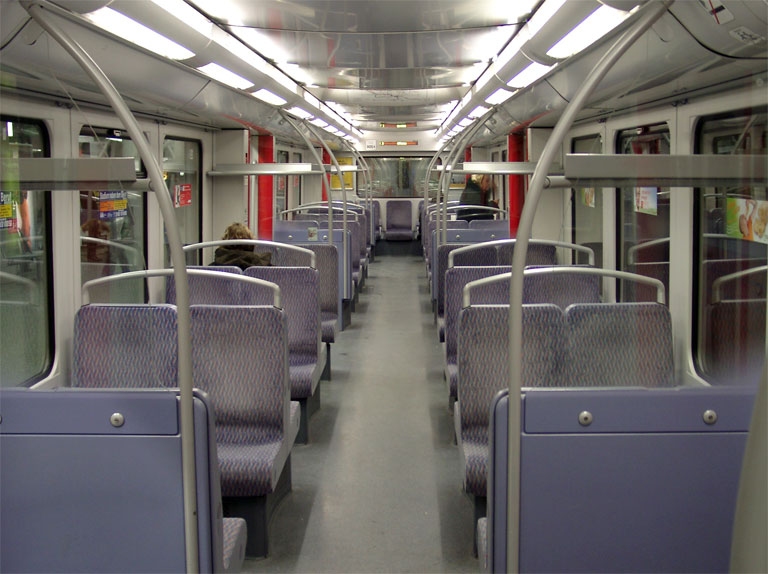
Fahrgastraum (ehemals 1. Klasse) vor der Modernisierung
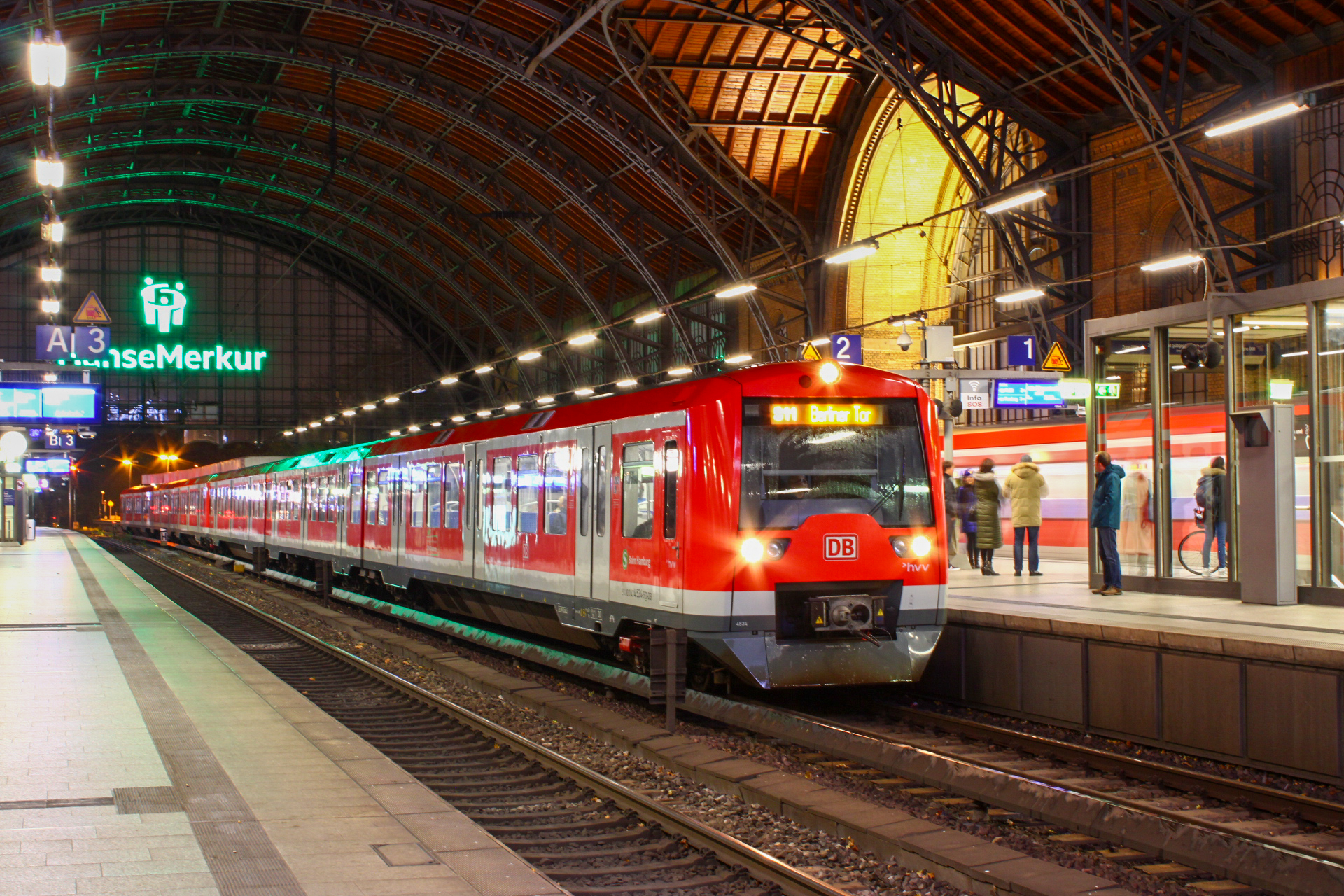
Eine 474 Doppeltraktion im Haltepunkt Hamburg-Dammtor
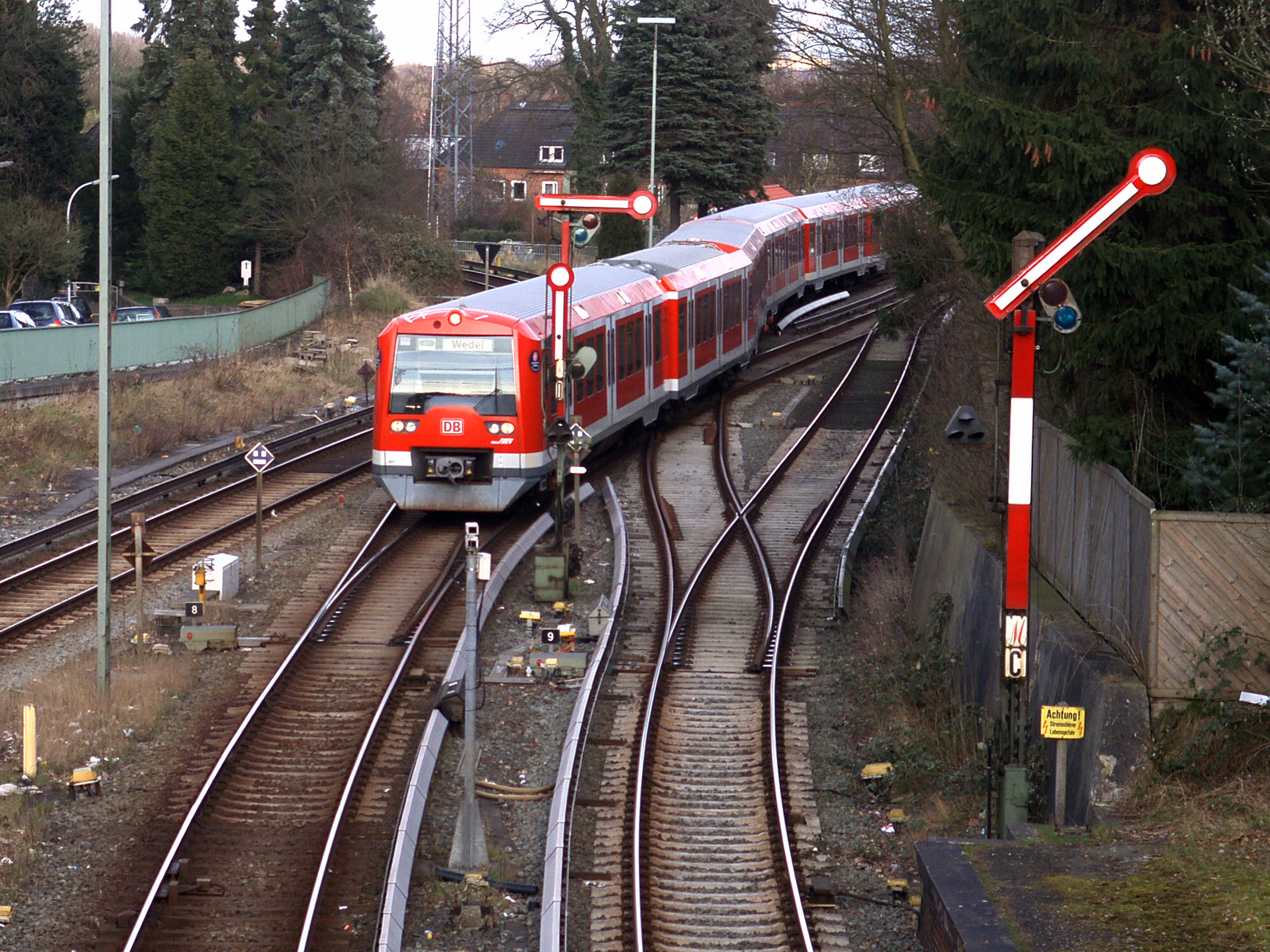
Ein 474 bei der Einfahrt in den Bahnhof Blankenese
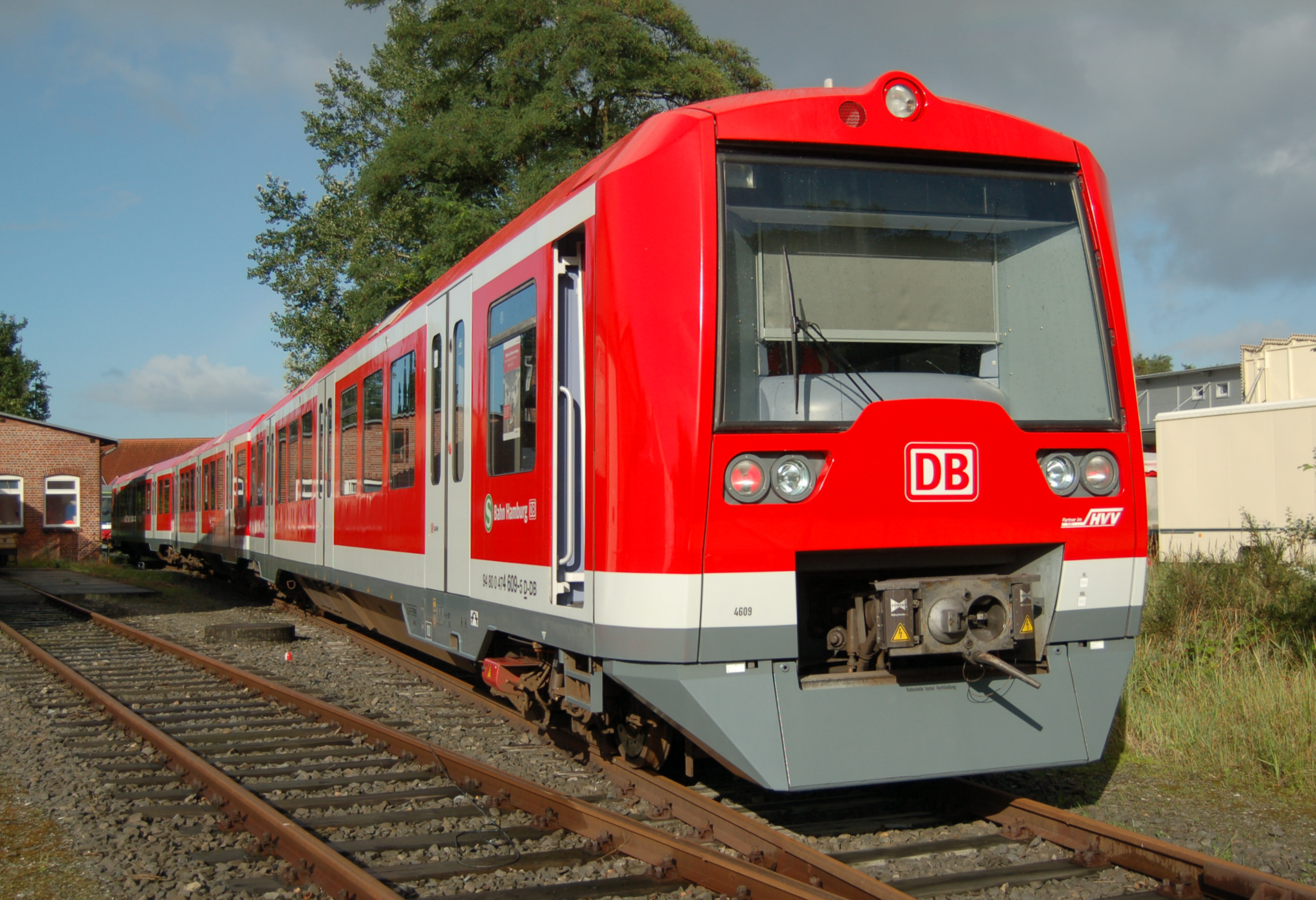
Mehrsystem 474.3
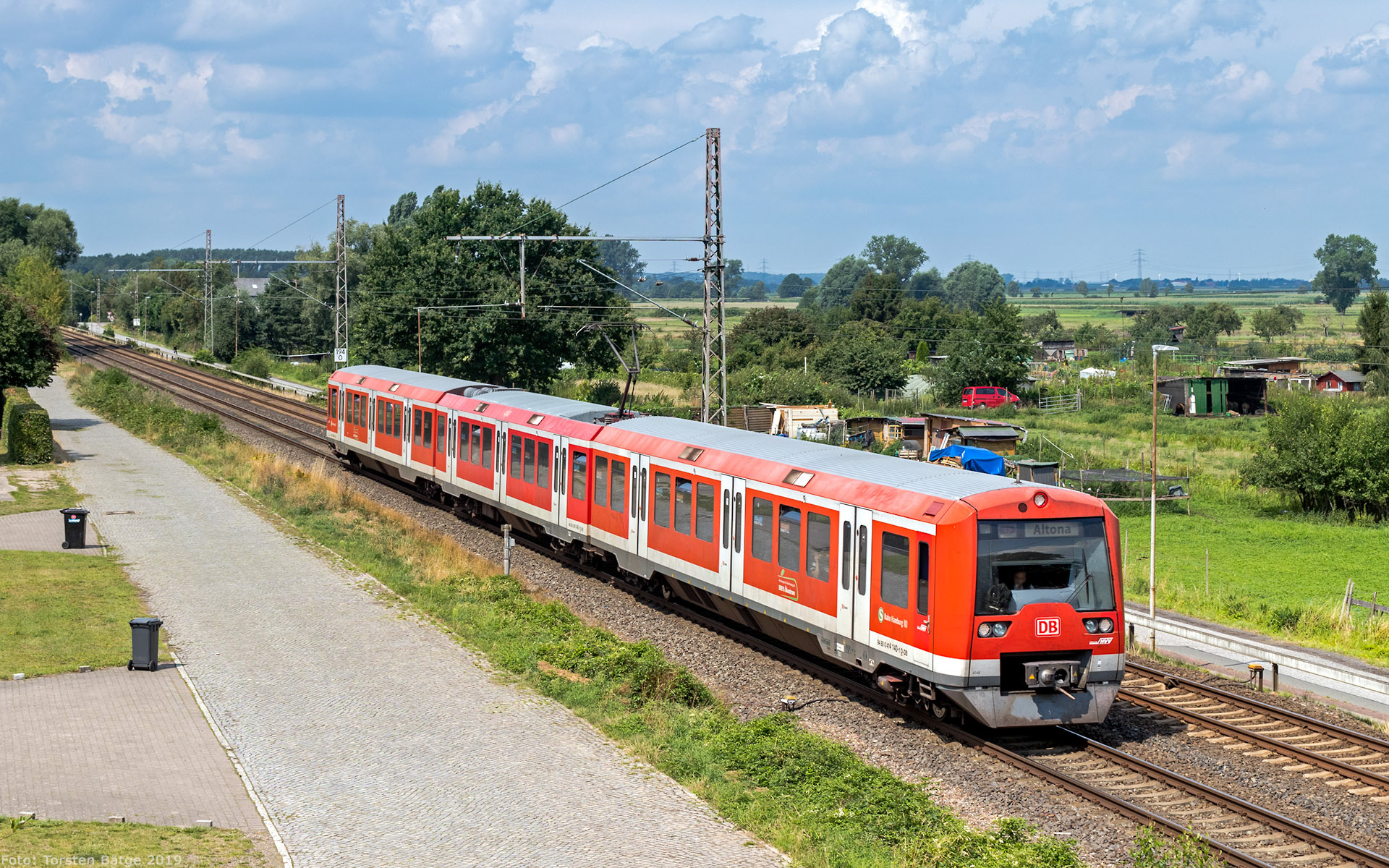
Mehrsystem-S-Bahn auf der Niederelbebahn
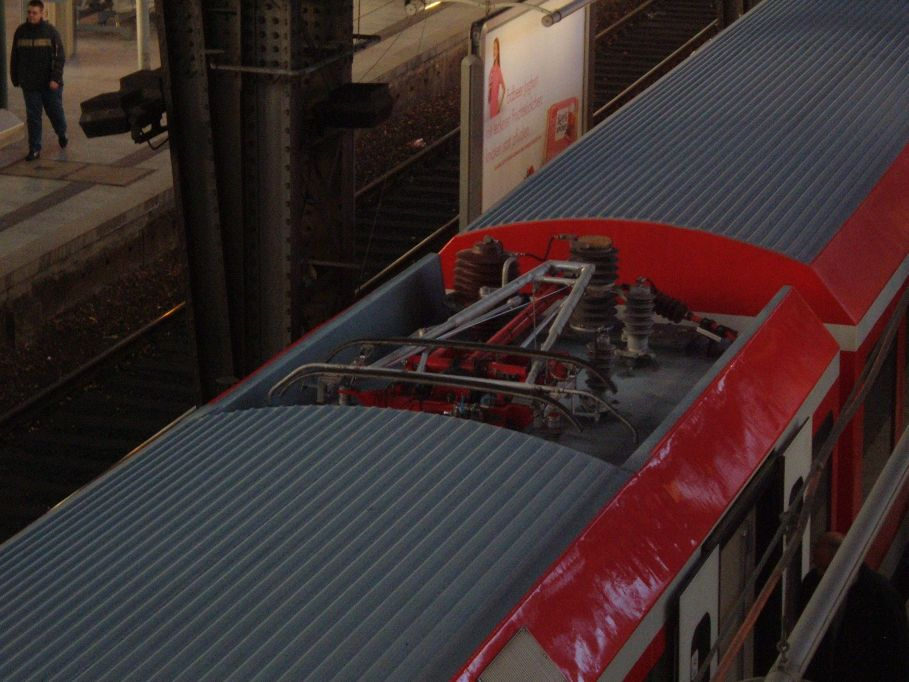
Abgesenkter Stromabnehmer der Mehrsystem Ausführung